# GSAT-12
GSAT-12はINSATシステムの一部としてインド宇宙研究機関が開発・製造した通信衛星。2011年7月15日にサティシュ・ダワン宇宙センターからPSLVロケットによって打ち上げられた。
I-1K衛星バスを使用し、寸法は1.485 x 1.480 x 1.446m、打上げ時の質量は1410kg、設計寿命は約8年。
12本のCバンド・トランスポンダを搭載し、インド国内に様々な通信サービスを提供する予定。